# 羽後牛島駅
羽後牛島駅（うごうしじまえき）は、秋田県秋田市牛島西1丁目にある、東日本旅客鉄道（JR東日本）羽越本線の駅である。

## 歴史
- 1921年（大正10年）7月31日：国鉄羽越北線（後の羽越本線）の駅として河辺郡牛島町に開業[新聞 1]。一般駅[2]。
- 1944年（昭和19年）6月：駅舎改築。
- 1987年（昭和62年）4月1日：国鉄分割民営化により、JR東日本と日本貨物鉄道（JR貨物）の駅となる[2]。駅業務はJR貨物の管轄。
- 1991年（平成3年）12月：駅東西を結ぶ歩行者用地下通路が完成し、「牛島ウィロード」として開放[3][新聞 2]。
- 1992年（平成4年）
  - 2月17日：駅業務がJR貨物からJR東日本に移管される。
  - 2月24日：ホーム上に新しく駅舎が完成[新聞 2]。
- 1994年（平成6年）3月：東北肥料秋田工場の専用鉄道が廃止され、貨物列車の発着がなくなる。
  - このほか、上記の専用線より帝国石油秋田油槽所や三菱マテリアル秋田製錬所に至る専用線も分岐しており、貨物輸送を行っていた。
- 1999年（平成11年）3月12日：駅業務をジェイアールアトリスに委託。
- 2006年（平成18年）4月1日：JR貨物の駅が廃止され、貨物の取り扱いが正式に終了[報道 1]。
- 2015年（平成27年）7月1日：駅業務の委託先がJR東日本東北総合サービスに変更。
- 2016年（平成28年）3月26日：快速列車の停車駅となる[報道 2]。
- 2023年（令和5年）5月27日：ICカード「Suica」の利用が可能となる[報道 3][報道 4]。
- 2024年（令和6年）10月1日：えきねっとQチケのサービスを開始[1][報道 5]。

## 駅構造
島式ホーム1面2線を持つ地上駅である。貨物列車発着用側線が残されている。駅舎はホーム上にあり、駅東西を結ぶ地下通路から出入りする（バリアフリー非対応）。
秋田駅管理の業務委託駅（JR東日本東北総合サービスが受託）である。みどりの窓口・自動券売機・簡易Suica改札機・乗車駅証明書発行機が設置されている。
駅舎（旧駅事務所）はJR東日本東北総合サービス秋田支店秋田用地管理事務所となっている。

### のりば
| 番線 | 路線      | 方向 | 行先               |
| ---- | --------- | ---- | ------------------ |
| 1    | ■羽越本線 | 下り | 秋田方面           |
| 2    | ■羽越本線 | 上り | 新屋・羽後本荘方面 |

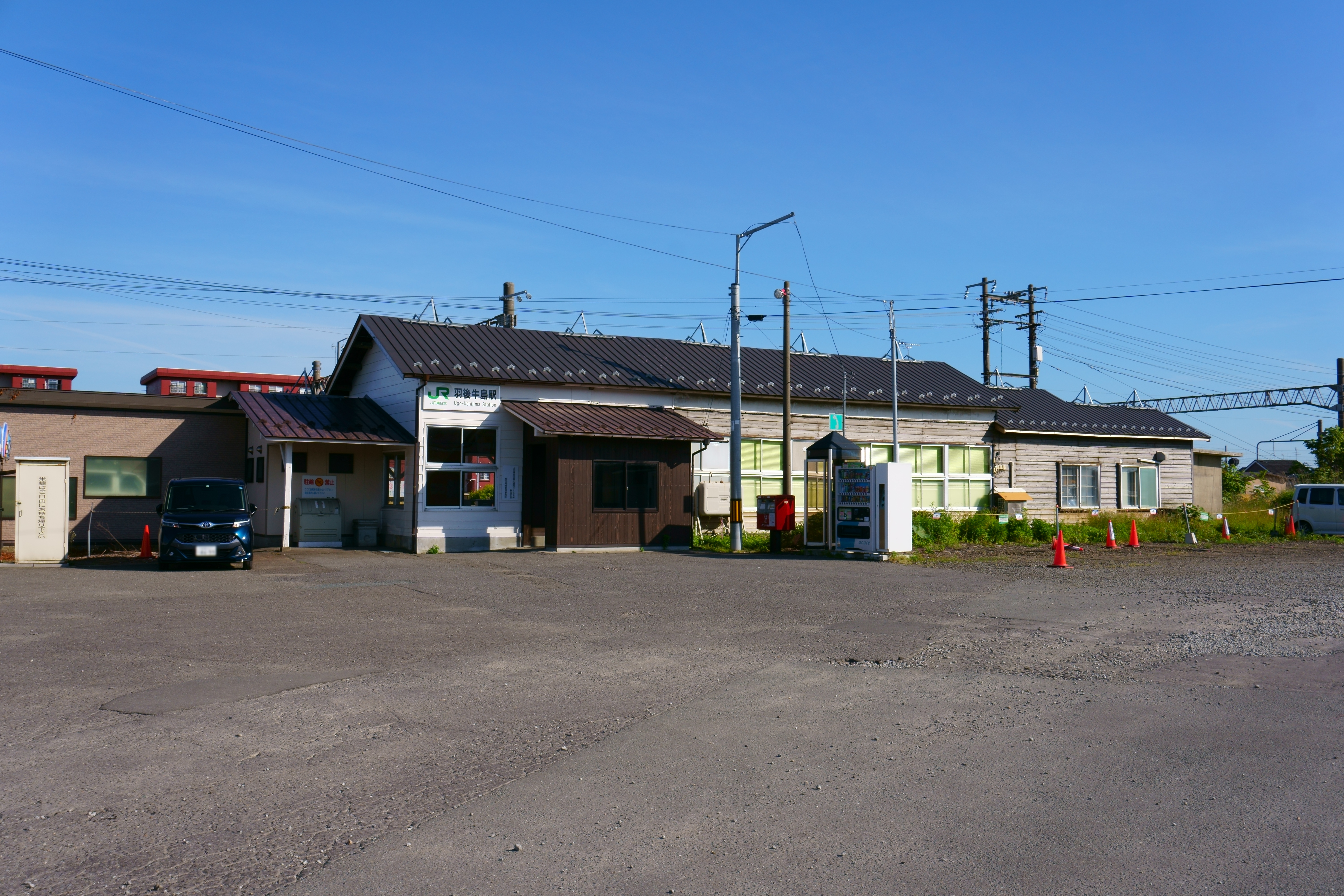
西側（2018年6月）
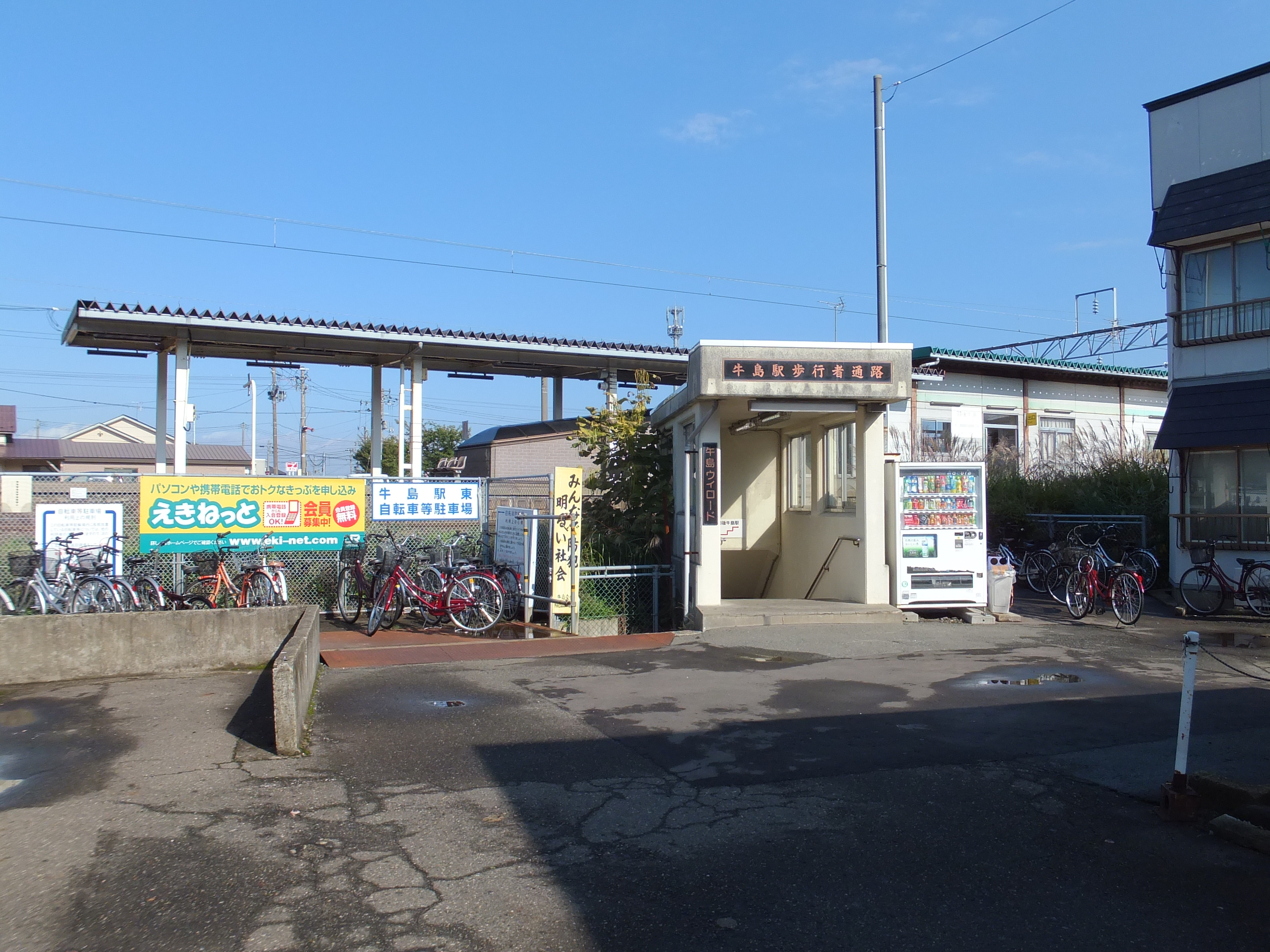
東側（2012年10月）
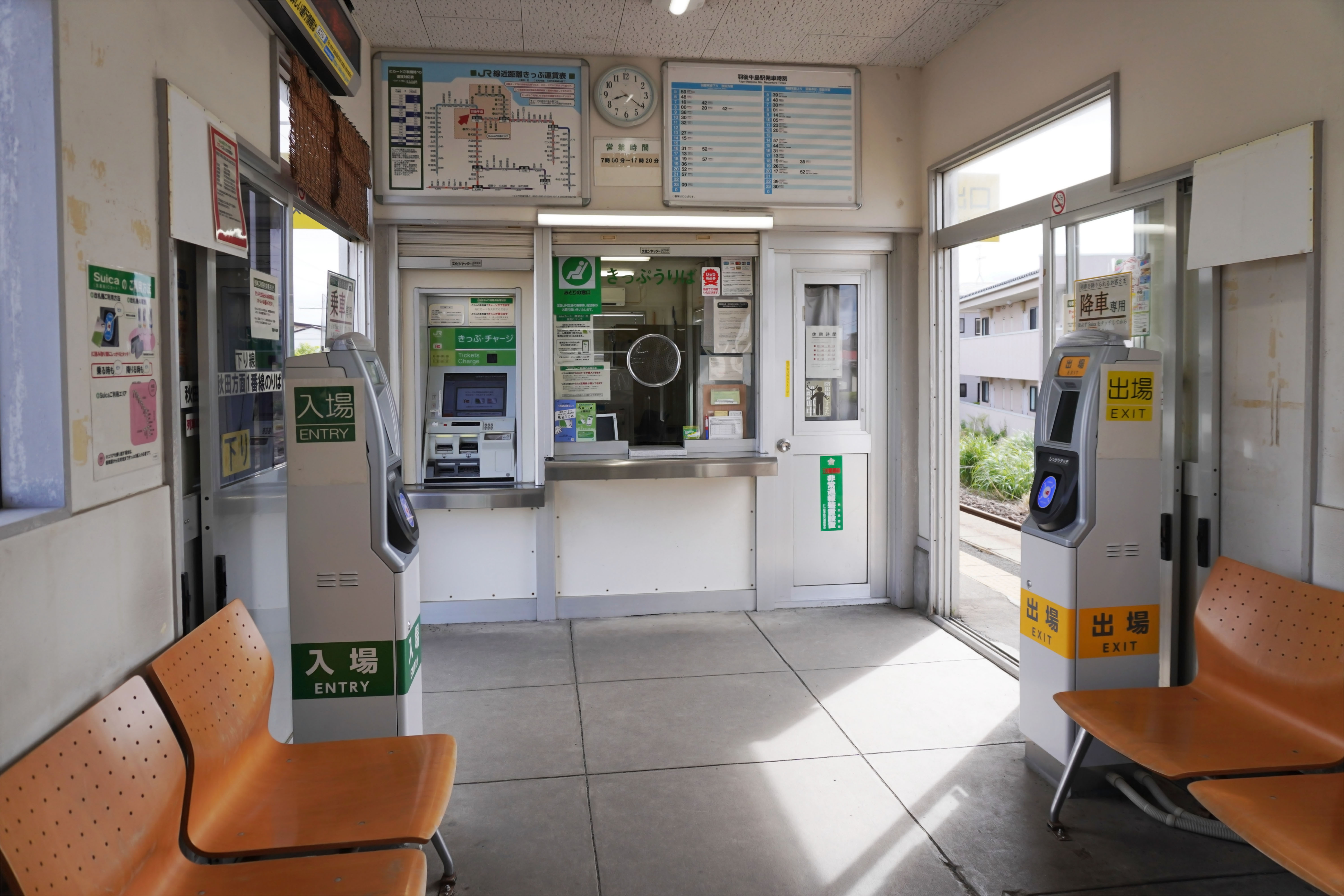
駅舎内（2024年5月）
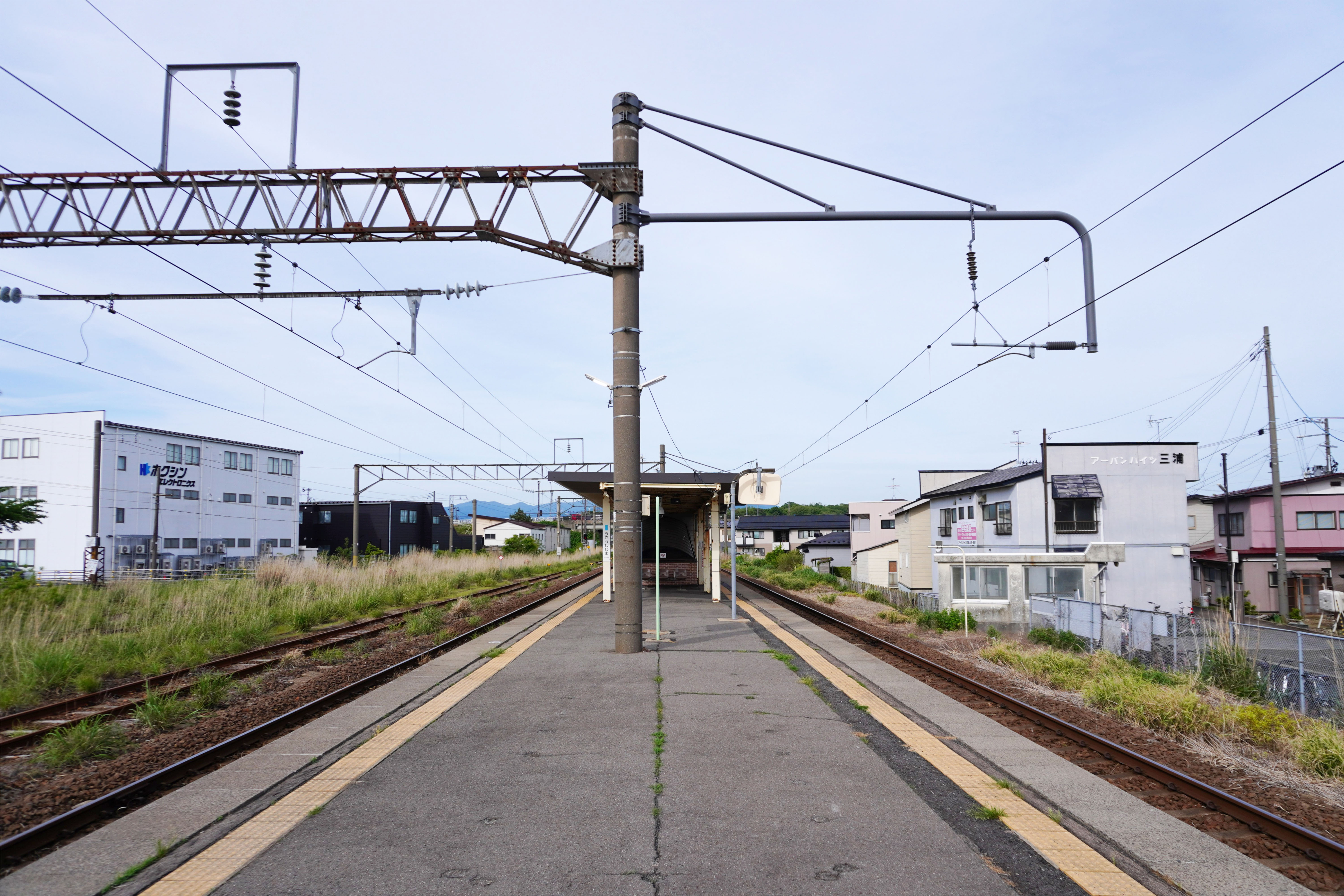
ホーム（2024年5月）

## 利用状況
JR東日本によると、2023年度（令和5年度）の1日平均乗車人員は794人である。
2000年度（平成12年度）以降の推移は以下のとおりである。
| 1日平均乗車人員推移 | 1日平均乗車人員推移 | 1日平均乗車人員推移 | 1日平均乗車人員推移 | 1日平均乗車人員推移 |
| 年度                | 定期外              | 定期                | 合計                | 出典                |
| ------------------- | ------------------- | ------------------- | ------------------- | ------------------- |
| 2000年（平成12年）  |                     |                     | 877                 | [ 利用客数 2 ]      |
| 2001年（平成13年）  |                     |                     | 856                 | [ 利用客数 3 ]      |
| 2002年（平成14年）  |                     |                     | 812                 | [ 利用客数 4 ]      |
| 2003年（平成15年）  |                     |                     | 767                 | [ 利用客数 5 ]      |
| 2004年（平成16年）  |                     |                     | 763                 | [ 利用客数 6 ]      |
| 2005年（平成17年）  |                     |                     | 791                 | [ 利用客数 7 ]      |
| 2006年（平成18年）  |                     |                     | 788                 | [ 利用客数 8 ]      |
| 2007年（平成19年）  |                     |                     | 784                 | [ 利用客数 9 ]      |
| 2008年（平成20年）  |                     |                     | 765                 | [ 利用客数 10 ]     |
| 2009年（平成21年）  |                     |                     | 756                 | [ 利用客数 11 ]     |
| 2010年（平成22年）  |                     |                     | 734                 | [ 利用客数 12 ]     |
| 2011年（平成23年）  |                     |                     | 677                 | [ 利用客数 13 ]     |
| 2012年（平成24年）  | 157                 | 538                 | 696                 | [ 利用客数 14 ]     |
| 2013年（平成25年）  | 169                 | 558                 | 728                 | [ 利用客数 15 ]     |
| 2014年（平成26年）  | 162                 | 493                 | 656                 | [ 利用客数 16 ]     |
| 2015年（平成27年）  | 161                 | 509                 | 670                 | [ 利用客数 17 ]     |
| 2016年（平成28年）  | 159                 | 542                 | 702                 | [ 利用客数 18 ]     |
| 2017年（平成29年）  | 160                 | 576                 | 737                 | [ 利用客数 19 ]     |
| 2018年（平成30年）  | 166                 | 593                 | 760                 | [ 利用客数 20 ]     |
| 2019年（令和元年）  | 165                 | 621                 | 787                 | [ 利用客数 21 ]     |
| 2020年（令和02年）  | 122                 | 612                 | 735                 | [ 利用客数 22 ]     |
| 2021年（令和03年）  | 124                 | 610                 | 735                 | [ 利用客数 23 ]     |
| 2022年（令和04年）  | 142                 | 602                 | 744                 | [ 利用客数 24 ]     |
| 2023年（令和05年）  | 191                 | 602                 | 794                 | [ 利用客数 1 ]      |

## 駅周辺
- 秋田県立秋田南高等学校・中等部
- 秋田市立大住小学校
- 秋田市立牛島小学校
- 秋田市立城南中学校
- 牛島商店街
- 秋田卸センター（異業種57社が集まる企業団地。通称：卸団地）
  - 秋田卸センター簡易郵便局
- 秋田まるごと市場
- 秋田県道162号羽後牛島停車場線
- 国道13号
- 秋田中央警察署牛島交番
- 秋田消防署牛島出張所
- 秋田牛島東郵便局
- 大住簡易郵便局
- 北都銀行牛島支店
- 秋田銀行牛島支店
- イワタニセントラル東北秋田支店秋田南営業所
- 秋田なまはげ農業協同組合牛島地区相談事務所
- 秋田中央交通「牛島駅入口」停留所

## 隣の駅
東日本旅客鉄道（JR東日本）
■羽越本線
新屋駅 - 羽後牛島駅 - 秋田駅

### 記事本文

#### 報道発表資料
1. ↑  「貨物駅の廃止及び呼称の統一について (PDF)」（プレスリリース）、日本貨物鉄道、2006年3月16日。2021年3月17日時点のオリジナル (PDF)よりアーカイブ。2021年3月17日閲覧。
2. ↑  「2016年3月ダイヤ改正について (PDF)」（プレスリリース）、東日本旅客鉄道秋田支社、2015年12月18日、6頁。2016年3月21日閲覧。
3. ↑  「2023年5月27日（土）北東北3エリアでSuicaがデビューします! (PDF)」（プレスリリース）、東日本旅客鉄道盛岡支社／東日本旅客鉄道秋田支社、2022年12月12日。2022年12月12日閲覧。
4. ↑  「北東北3県におけるSuicaご利用エリアの拡大について ～2023年春以降、青森・岩手・秋田の各エリアでSuicaをご利用いただけるようになります～ (PDF)」（プレスリリース）、東日本旅客鉄道、2021年4月6日。2021年4月6日閲覧。
5. ↑  「Suicaエリア外もチケットレスで! 東北エリアから「えきねっとQチケ」がはじまります (PDF)」（プレスリリース）、東日本旅客鉄道、2024年7月11日。2024年8月11日閲覧。

#### 新聞記事
1. 1 2  「昨日より牛島駅営業開始」『秋田魁新報』秋田魁新報社、1921年8月1日、朝刊、3面。
2. 1 2 3  「装い新たに 改装が終了 JR羽後牛島駅」『交通新聞』交通新聞社、1992年2月29日、2面。

### 利用状況
1. 1 2  「各駅の乗車人員 2023年度 101位以下（6）| 企業サイト：JR東日本」東日本旅客鉄道。2025年7月18日閲覧。
2. ↑  「JR東日本：各駅の乗車人員（2000年度）」東日本旅客鉄道。2025年7月18日閲覧。
3. ↑  「JR東日本：各駅の乗車人員（2001年度）」東日本旅客鉄道。2025年7月18日閲覧。
4. ↑  「JR東日本：各駅の乗車人員（2002年度）」東日本旅客鉄道。2025年7月18日閲覧。
5. ↑  「JR東日本：各駅の乗車人員（2003年度）」東日本旅客鉄道。2025年7月18日閲覧。
6. ↑  「JR東日本：各駅の乗車人員（2004年度）」東日本旅客鉄道。2025年7月18日閲覧。
7. ↑  「JR東日本：各駅の乗車人員（2005年度）」東日本旅客鉄道。2025年7月18日閲覧。
8. ↑  「JR東日本：各駅の乗車人員（2006年度）」東日本旅客鉄道。2025年7月18日閲覧。
9. ↑  「JR東日本：各駅の乗車人員（2007年度）」東日本旅客鉄道。2025年7月18日閲覧。
10. ↑  「JR東日本：各駅の乗車人員（2008年度）」東日本旅客鉄道。2025年7月18日閲覧。
11. ↑  「JR東日本：各駅の乗車人員（2009年度）」東日本旅客鉄道。2025年7月18日閲覧。
12. ↑  「JR東日本：各駅の乗車人員（2010年度）」東日本旅客鉄道。2025年7月18日閲覧。
13. ↑  「JR東日本：各駅の乗車人員（2011年度）」東日本旅客鉄道。2025年7月18日閲覧。
14. ↑  「JR東日本：各駅の乗車人員（2012年度）」東日本旅客鉄道。2025年7月18日閲覧。
15. ↑  「各駅の乗車人員 2013年度 ベスト100以外（6）：JR東日本」東日本旅客鉄道。2025年7月18日閲覧。
16. ↑  「各駅の乗車人員 2014年度 ベスト100以外（6）：JR東日本」東日本旅客鉄道。2025年7月18日閲覧。
17. ↑  「各駅の乗車人員 2015年度 ベスト100以外（6）：JR東日本」東日本旅客鉄道。2025年7月18日閲覧。
18. ↑  「各駅の乗車人員 2016年度 ベスト100以外（6）：JR東日本」東日本旅客鉄道。2025年7月18日閲覧。
19. ↑  「各駅の乗車人員 2017年度 ベスト100以外（6）：JR東日本」東日本旅客鉄道。2025年7月18日閲覧。
20. ↑  「各駅の乗車人員 2018年度 ベスト100以外（6）：JR東日本」東日本旅客鉄道。2025年7月18日閲覧。
21. ↑  「各駅の乗車人員 2019年度 ベスト100以外（6）：JR東日本」東日本旅客鉄道。2025年7月18日閲覧。
22. ↑  「各駅の乗車人員 2020年度 101位以下（6）| 企業サイト：JR東日本」東日本旅客鉄道。2025年7月18日閲覧。
23. ↑  「各駅の乗車人員 2021年度 101位以下（6）| 企業サイト：JR東日本」東日本旅客鉄道。2025年7月18日閲覧。
24. ↑  「各駅の乗車人員 2022年度 101位以下（6）| 企業サイト：JR東日本」東日本旅客鉄道。2025年7月18日閲覧。